# Distretto tessile della Valle del Liri
Il distretto tessile della Valle del Liri è un distretto industriale specializzato nell'industria tessile, situato nella Valle del Liri, nato con la L.R. 36/2001.
Lo sviluppo del distretto del tessile è avvenuto intorno al bacino idrografico del fiume Liri, su un territorio che comprende venti comuni dove risiede il 27% della popolazione provinciale e circa il 60% delle aziende del comparto.
Il riconoscimento istituzionale del Distretto del Tessile è solo l'ultimo atto di una tradizione da sempre attiva nel territorio del Sorano nella lavorazione e commercializzazione dei tessuti che affonda le sue origini nei secoli passati e che a tutt'oggi, secondo i dati del C.I.I.S., colloca oltre il 72% dell'occupazione dell'area del Distretto.
Nel Distretto i rapporti di produzione sono perlopiù di tipo conto terzista, il 40%  delle aziende produce semilavorati e prodotti finiti non destinati alla commercializzazione.

## Comuni del distretto tessile della Valle del Liri
| N° | Comune                     | Popolazione (ab.) | N° | Comune                   | Popolazione (ab.) |
| -- | -------------------------- | ----------------- | -- | ------------------------ | ----------------- |
| 1  | Alvito                     | 2.952             | 11 | Pico                     | 3.091             |
| 2  | Arce                       | 5.949             | 12 | Pignataro Interamna      | 2.540             |
| 3  | Arpino                     | 7.646             | 13 | Ripi                     | 5.451             |
| 4  | Boville Ernica             | 8.925             | 14 | San Donato Val di Comino | 2.138             |
| 5  | Broccostella               | 2.793             | 15 | San Giorgio a Liri       | 3.150             |
| 6  | Castelnuovo Parano         | 907               | 16 | Sant'Elia Fiumerapido    | 6.288             |
| 7  | Gallinaro                  | 1.230             | 17 | Sora                     | 26.434            |
| 8  | Isola del Liri             | 12.176            | 18 | Strangolagalli           | 2.601             |
| 9  | Monte San Giovanni Campano | 12.788            | 19 | Veroli                   | 20.580            |
| 10 | Pescosolido                | 1.582             | 20 | Villa Latina             | 1.233             |